# Hans Rosling
Hans Rosling (født 27. juli 1948 i Uppsala, død 7. februar 2017 i Uppsala) var en svensk læge og professor i international sundhed ved Institut for folkesundhedsvidenskab ved Karolinska Institutet. Han var særlig kendt for sine foredrag, hvor han formidlede indsigt om global udvikling i sundhedstilstanden, økonomien og miljøet gennem kreative metoder til visualisering af statistik.
Fra 1967 til 1974 studerede Rosling statistik og medicin ved Universitetet i Uppsala og folkesundhedsvidenskab i Bangalore. Han fik lægegodkendelsen i 1976 og arbejdede som distriktslæge i Nacala i nordlige Mozambique fra 1979 til 1981. Den 21. august 1981 opdagede Rosling et udbrud af sygdommen konzo, en sygdom der kun var forsket lidt i, og som senere var tema for hans doktorgrad i 1986. Han havde særligt fokus på sammenhængen mellem økonomisk udvikling, landbrug, fattigdom og sundhed i afrikanske lande.
Rosling var en af initiativtagerne til den svenske afdeling af Læger uden grænser i 1993. Han var en af grundlæggerne af og bestyrelsesformand for stiftelsen Gapminder Foundation, som har udviklet software for visualisering af multivariat statistik, som kan sammenligne lande over tid. Softwaren blev solgt til Google i 2009.
Rosling blev internationalt kendt udenfor sit eget fagmiljø, da han holdt et 20-minutters foredrag på TED-konferencen i 2006. Optagelserne af dette og efterfølgende foredrag er blevet set over ti millioner gange på YouTube og TED.com. BBC lavede i 2010 en timelang dokumentar med navn The Joy of Stats om Hans Roslings arbejde.
I 2014 blev han udnævnt til æresdoktor ved Universitetet i Oslo.
Posthumt har han i 2018 med Ola Rosling og Anna Rosling Rönnlund publiceret “Factfulness. 10 grunde til at vi misforstår verden - og hvorfor den er bedre end vi tror” eller “Factfulness: Ten Reasons We're Wrong About the World – and Why Things Are Better Than You Think”